# مديرية بيت الفقيه

تعديل مصدري - تعديل

مديرية بيت الفقيه أكبر مديريات محافظة الحديدة في غرب اليمن. بلغ عدد سكانها 241300 نسمة عام 2004.

موقع مديرية بيت الفقيه في محافظة الحديدة

من قراها: المشعفل والحسينية.